# Hans-Jochen von Arnim
Hans-Jochen von Arnim (Prenzlau, 17 de enero de 1893 - Bad Tölz, 1 de abril de 1972), mayor general alemán que participó en la Segunda Guerra Mundial.

## Primera Guerra Mundial
El 27 de marzo de 1913 ingresó en el servicio militar a la edad de 18 años como alférez en la Marina Alemana. El 27 de marzo de 1913 recibió una formación básica en la Academia Naval Mürwik en Flensburgo-Mürwik y a bordo del crucero ligero SMS Graudenz hasta el 31 de enero de 1915. El 1 de febrero de 1915 embarcó en el crucero ligero SMS München hasta el 31 de octubre de 1916. El 1 de noviembre de 1916 sirvió en el crucero ligero SMS Karlsruhe hasta el 12 de diciembre de 1916. 
El 13 de diciembre de 1916 es instructor de pilotos y comandante del II Batallón Aéreo de la Marina hasta el 25 de octubre de 1917. El 26 de octubre de 1917 es nombrado Jefe del Estado Mayor del comandante del aire de la Flota de Alta Mar hasta el 29 de mayo de 1918. El 30 de mayo de 1918 está al mando del II Escuadrón de Reconocimiento Aéreo de la Marina, en Borkum, hasta el 21 de noviembre de 1919. Se retiró de la Armada el 21 de noviembre de 1919.

## Periodos de entreguerras
En la vida civil, el 1 de octubre de 1924 es empleado de la Junkers AG del tráfico aéreo. Desde e 1 de abril de 1925 como director de vuelo de la Alta Silesia de la empresa AG Gliwice. El 1 de abril de 1927es director de vuelo y luego director general de lo que hoy es la Alta Silesia en el Aeropuerto GmbH en Gliwice. 
El 1 de octubre de 1933 se une a la nueva Fuerza Aérea y permanece hasta el 9 de enero de 1934 (periodo de prueba). El 10 de enero de 1934 ingresa definitivamente como oficial activo en la Luftwaffe. El 10 de enero de 1934 fue asesor personal del Comando Superior de las Escuelas de Vuelo, en Warnemünde, hasta el 30 de septiembre de 1935. El 1 de octubre de 1935 es instructor de la Escuela Naval de Vuelo hasta el 28 de febrero de 1937. El 1 de marzo de 1937 fue comandante de la Base Aérea Naval de Hörnum hasta el 31 de marzo de 1938. El 1 de abril de 1938 es comandante de la Escuela de Pilotos Navales y comandante de la Base Aérea de Püttnitz hasta el 28 de enero de 1941. Fue comandante de la Escuela de Pilotos Navales en 1938, durante tres años.

## Segunda Guerra Mundial
El 29 de enero de 1941 es comandante del 16.º Batallón de Instrucción Aérea hasta el 1 de enero de 1942 y fue comandante de la Base Aérea Naval en Schleswig hasta el 31 de diciembre de 1941. El 1 de enero de 1942 es nombrado comandante del 16.º Regimiento de Instrucción Aérea hasta el 16 de agosto de 1942. El 16 de agosto de 1942 está al mando del 16.º Regimiento Aéreo hasta octubre de 1942. En octubre de 1942 es comandante de la 5.º División de la Fuerza Aérea de Campo hasta noviembre de 1942. El 9 de diciembre de 1942 es independiente de información como comandante de Área de Aeropuerto en el área del XI Comando Administrativo Aéreo hasta el 8 de enero de 1943. El 9 de enero de 1943 fue comandante (suplente) del XI/12.º comandante de Área de Aeropuerto hasta el 24 de enero de 1943. El 25 de enero de 1943 fue comandante del VII/9.º comandante de Área de Aeropuerto hasta el 26 de agosto de 1943. 26 de agosto de 1943 fue nombrado líder de Reserva del O.K.L. hasta el 31 de agosto de 1943. El 1 de septiembre de 1943 fue Comandante del XII/2.º comandante de Área de Aeropuerto hasta el 14 de octubre de 1944. El 15 de octubre de 1944 fue comandante del VII/13.º comandante de Área de Aeropuerto hasta el 24 de octubre de 1944. El 24 de octubre de 1944 fue nombrado nuevamente líder de Reserva del O.K.L. hasta el 26 de noviembre de 1944. El 26 de noviembre de 1944 fue nombrado Líder de Reserva de la División de Reemplazo Aéreo hasta el 28 de febrero de 1945. El 28 de febrero de 1945 se retira.

## Después de la guerra
Vivió en Bad Tölz, donde también viven algunos otros generales. El Teniente General Hans Degen, un General de las tropas de montaña, que falleció el 11 de agosto de 1971, y el SS Obergruppenführer Hans Jüttner, que murió el 24 de mayo de 1965. Von Arnim murió a la edad de 79 años el 1 de abril de 1972 y fue sepultado con sus "Camaradas" en Bad Tölz, Waldfriedhof, Abt 53-Reihe 1-Grab 17/18, Alemania.

## Fechas de ascensos
- Alférez - (1 de febrero de 1915)
- Teniente de fragata - (18 de septiembre de 1915)
- Teniente de navío - (21 de noviembre de 1919)
- Capitán - (1 de octubre de 1933)
- Mayor - (10 de enero de 1934)
- Teniente coronel - (?)
- Coronel - (1 de abril de 1939)
- Mayor general - (1 de noviembre de 1942)